# 引力论
《引力论》（英語：Gravitation）是查尔斯·W·米斯纳、基普·索恩和約翰·惠勒合著的一本关于爱因斯坦广义相对论的教科书，被誉为“引力圣经”。

## 內容摘要
這本書基本上可說是廣義相對論裡的重要著作，前半段主要著重於廣義相對論的理論架構以及其各種應用的理論計算，後半段提及不少部分是關於廣義相對論的驗證實驗與重力波測量的實驗在1970年代之發展方向。理論架構基本上並無太大改變，但是在實驗的部分已與當今主要的重力波觀測實驗計畫激光干涉引力波天文台, 室女座干涉儀之方面有所差別。
具體而言，此書的第一章是以概要性的方式大致給出欲以"幾何動力學"的觀點來著述這本關於廣義相對論的專書。在本書的第二至第七章，主要著重於狹義相對論的討論，並以微分形式的語言作為基礎，並在第六章引進由數學家埃利·嘉當所發展的技術活動標架法來討論加速座標系下的狹義相對論相關之計算。此外，第七章更以十分經典的三道習題，並根據三種不同的模型分別計算如進動、重力透鏡效應等數個現象，對比觀測上得到的定性結論，讓讀者了解為何狹義相對論與重力並不相容，並明確指出張量理論是較有可能描述古典重力的候選數學語言。
在此書的第八至第十五章，作者著重於廣義相對論的數學基礎之建立。在第七章的最後，作者提及關於重力紅移與等效原理之關聯，並且描述"局部平坦性"、曲率如何在廣義相對論的理論架構中扮演重要角色。因此在第八章，作者以宏觀的角度概略性的介紹彎曲空間中的張量、平行移動、協變導數、聯絡、黎曼曲率張量，並培養直覺。於第九章至第十一章分別仔細介紹微分流形、平行移動、測地線等廣義相對論中重要的數學語言。第十二章，作者以測地線本身是為彎曲空間中之「直線」的類推概念作為出發點，將牛頓萬有引力定律以微分幾何的語言重新描述。在第十三章以及第十四章，作者先從列維-奇維塔聯絡的相關性質出發，討論黎曼曲率張量的相關性質。此外更在行文中闡述"法座標"如何是等效原理的數學表示方式，也在第十三章引入如愛因斯坦張量、"外爾張量"兩種在關於廣義相對論裡之愛因斯坦重力場方程式與重力波傳播至關重要的張量。第十四章教導讀者如何以聯絡形式、曲率形式與結構方程式的方式快速計算黎曼曲率張量。第十五章則是從黎曼曲率張量所滿足的比安基恆等式出發，並且結合守恆定律與從電磁學出發的類推因而引出愛因斯坦張量的定義與愛因斯坦重力場方程式
{\displaystyle {\begin{aligned}G_{\mu \nu }&\equiv R_{\mu \nu }-{\frac {1}{2}}g_{\mu \nu }R\\G_{\mu \nu }\,\,\,&={\frac {8\pi G}{c^{4}}}T_{\mu \nu }\end{aligned}}}
在第十六至第二十二章，作者主要著重於廣義相對論由幾何動力學觀點出發的理論架構與實驗之探討。第十六章主要討論的是包含在彎曲空間中的等效原理，並簡略說明如何測量重力場。第十七章討論關於守恆定律與廣義相對論理論建構的關聯，並進行有關"牛頓極限"下廣義相對論的行為與古典牛頓萬有引力定律之間的關聯。此外，其更在第十七章第五節回顧幾種理論建構方式，包含幾何動力學的觀點、愛因斯坦-希爾伯特作用量、"ADM表述"以及前蘇聯物理學家安德烈·德米特里耶維奇·薩哈羅夫所提出的感應重力等建構。由於愛因斯坦重力場方程式是二階高度非線性偏微分方程，為能進行簡化計算，此書的第十八章主要是介紹如何運用線性化重力的微擾理論之展開進行各種近似計算。第十九章討論了關於廣義相對論中如何定義系統的質量與角動量等議題。第二十章則討論了關於角動量守恆定律、動量等問題。第二十一章則主要討論如何用變分原理在廣義相對論上，並詳細的討論了ADM表述。在第二十二章，作者討論了各種不同的物理如何在彎曲空間中表現，包含了彎曲空間中的熱力學、流體力學、電動力學、幾何光學等。